# Чемпіонат України з легкої атлетики 2018
Чемпіонат України з легкої атлетики 2018 серед дорослих був проведений 18-21 липня в Луцьку на стадіоні «Авангард».
На чемпіонаті Олександр Соколов встановив новий молодіжний (U23) рекорд України з бігу на 100 метрів (10,17).

## Призери основного чемпіонату

### Чоловіки
| Дисципліни                | Золото                                | Золото      | Срібло                                  | Срібло      | Бронза                                    | Бронза      |
| ------------------------- | ------------------------------------- | ----------- | --------------------------------------- | ----------- | ----------------------------------------- | ----------- |
| 100 метрів                | Сергій Смелик Донецька область        | 10,16 SB    | Олександр Соколов Миколаївська область  | 10,17 NU23R | Еміль Ібрагімов Чернівецька область       | 10,43 SB    |
| 200 метрів                | Сергій Смелик Донецька область        | 20,50       | Еміль Ібрагімов Чернівецька область     | 21,02       | Олексій Поздняков Донецька область        | 21,05 PB    |
| 400 метрів                | Віталій Бутрим Сумська область        | 46,04 SB    | Олексій Поздняков Донецька область      | 46,60       | Станіслав Сеник Івано-Франківська область | 46,91       |
| 800 метрів                | Євген Гуцол Волинська область         | 1.51,48     | Олег Миронець Чернівецька область       | 1.51,51     | Владислав Фінчук Київ                     | 1.51,94     |
| 1500 метрів               | Олег Каяфа Київська область           | 3.46,04     | Володимир Киц Київська область          | 3.46,47     | Юрій Кіщенко Одеська область              | 3.46,65     |
| 5000 метрів               | Василь Коваль Житомирська область     | 14.02,04 PB | Іван Стребков Тернопільська область     | 14.09,11 SB | Микола Нижник Київ                        | 14.20,35 SB |
| 10000 метрів              | Микола Нижник Київ                    | 29.23,46    | Дмитро Сірук Рівненська область         | 29.26,73    | Богдан-Іван Городиський Київська область  | 29.30,98 PB |
| 110 метрів з бар'єрами    | Артем Шаматрин Київ                   | 13,80 PB    | Богдан Чорномаз Київ                    | 13,91 PB    | Олексій Касьянов Запорізька область       | 13,99 SB    |
| 400 метрів з бар'єрами    | Денис Нечипоренко Черкаська область   | 50,34 SB    | Данило Даниленко Волинська область      | 50,57 SB    | Анатолій Синянський Волинська область     | 52,02 SB    |
| 3000 метрів з перешкодами | Василь Коваль Житомирська область     | 8.46,20 PB  | Сергій Шевченко Київ                    | 9.00,88 SB  | Роман Ростикус Львівська область          | 9.00,89     |
| Стрибки у висоту          | Андрій Проценко Херсонська область    | 2,26        | Дмитро Дем'янюк Львівська область       | 2,26 SB     | Андрій Ковальов Херсонська область        | 2,23 SB     |
| Стрибки з жердиною        | Іван Єрьомін Дніпропетровська область | 5,30 SB     | Кирило Кіру Київська область            | 5,20 SB     | Владислав Малихін Київська область        | 5,20        |
| Стрибки в довжину         | Сергій Никифоров Київська область     | 8,23 PB     | Владислав Мазур Житомирська область     | 8,07 PB     | Ярослав Ісаченков Харківська область      | 7,88        |
| Потрійний стрибок         | Олександр Малосілов Донецька область  | 16,35 PB    | Андрій Станчев Київ                     | 16,09 w     | Павло Безніс Харківська область           | 15,83 SB    |
| Штовхання ядра            | Віктор Самолюк Київська область       | 19,12       | Ігор Мусієнко Сумська область           | 18,83       | Микола Багач Київська область             | 18,69       |
| Метання диска             | Микита Нестеренко Харківська область  | 62,56       | Руслан Валітов Дніпропетровська область | 53,15       | Роман Рижий Волинська область             | 52,47 SB    |
| Метання молота            | Гліб Піскунов Херсонська область      | 73,60       | Сергій Регеда Київська область          | 70,01       | Володимир Мисливчук Рівненська область    | 69,92       |
| Метання списа             | Юрій Кушнірук Запорізька область      | 80,55       | Дмитро Шеремет Волинська область        | 77,33 PB    | Матвій Крутієнко Київ                     | 76,91 SB    |

### Жінки
| Дисципліни                | Золото                                  | Золото      | Срібло                                   | Срібло      | Бронза                                       | Бронза      |
| ------------------------- | --------------------------------------- | ----------- | ---------------------------------------- | ----------- | -------------------------------------------- | ----------- |
| 100 метрів                | Христина Стуй Київ                      | 10,20 PB    | Аліна Калістратова Харківська область    | 11,64 PB    | Анна Плотіцина Київська область              | 11,69 SB    |
| 200 метрів                | Аліна Калістратова Харківська область   | 23,55 SB    | Тетяна Мельник Київ                      | 23,55       | Єлизавета Бризгіна Луганська область         | 23,56       |
| 400 метрів                | Тетяна Мельник Київ                     | 52,71       | Анна Рижикова Київ                       | 52,77       | Анастасія Бризгіна Запорізька область        | 53,12       |
| 800 метрів                | Наталія Прищепа Рівненська область      | 2.01,84     | Орися Дем'янюк Львівська область         | 2.05,48     | Тетяна Петлюк Київ                           | 2.06,45     |
| 1500 метрів               | Наталія Прищепа Рівненська область      | 4.23,21     | Орися Дем'янюк Львівська область         | 4.23,67     | Ірина Бубняк Київ                            | 4.23,70     |
| 5000 метрів               | Юлія Шматенко Харківська область        | 15.59,58    | Наталія Стребкова Тернопільська область  | 16.04,02 PB | Валерія Зіненко Полтавська область           | 16.06,84 PB |
| 10000 метрів              | Євгенія Прокоф'єва Київ                 | 32.59,58 PB | Ольга Котовська Рівненська область       | 33.21,27 PB | Валерія Зіненко Полтавська область           | 33.26,10    |
| 100 метрів з бар'єрами    | Анна Плотіцина Київська область         | 13,24       | Ганна Чубковцова Київ                    | 13,34 PB    | Наталія Ручківська Київ                      | 13,41       |
| 400 метрів з бар'єрами    | Анна Рижикова Київ                      | 55,39 PB    | Марія Миколенко Донецька область         | 56,25 PB    | Вікторія Ткачук Донецька область             | 56,38       |
| 3000 метрів з перешкодами | Наталія Стребкова Тернопільська область | 10.05,16    | Вікторія Федчик Рівненська область       | 10.44,08    | Ірина Племянник Львівська область            | 11.09,25    |
| Стрибки у висоту          | Юлія Левченко Київ                      | 1,96        | Катерина Табашник Харківська область     | 1,96 PB     | Оксана Окунєва Миколаївська область          | 1,94 SB     |
| Стрибки з жердиною        | Марина Килипко Харківська область       | 4,50 SB     | Яна Гладійчук Київ                       | 4,00        | Юлія Максименко Дніпропетровська область     | 3,80        |
| Стрибки в довжину         | Марина Бех Хмельницька область          | 6,86 w      | Крістіна Гришутіна Київ                  | 6,81        | Анастасія Черемісіна Київська область        | 6,33        |
| Потрійний стрибок         | Ольга Саладуха Донецька область         | 14,19 w     | Ганна Красуцька Донецька область         | 14,15 PB    | Ольга Корсун Полтавська область              | 13,86 PB    |
| Штовхання ядра            | Ольга Голодна Київська область          | 16,84       | Вікторія Клочко Дніпропетровська область | 16,07       | Анна Самолюк Київська область                | 15,39       |
| Метання диска             | Вікторія Савицька Одеська область       | 53,52 SB    | Вікторія Клочко Дніпропетровська область | 53,42       | Карина Чередниченко Дніпропетровська область | 50,47       |
| Метання молота            | Ірина Климець Волинська область         | 69,96       | Альона Шамотіна Дніпропетровська область | 66,68       | Ірина Новожилова Херсонська область          | 64,35       |
| Метання списа             | Катерина Дерун Київська область         | 57,09 SB    | Ганна Гацько-Федусова Запорізька область | 56,85       | Анна Лагода Волинська область                | 48,08 SB    |

## Окремі чемпіонати
Крім основного чемпіонату в Луцьку, протягом року в різних містах України були також проведені чемпіонати України в окремих дисциплінах легкої атлетики серед дорослих спортсменів.

### Стадіонні дисципліни
- Зимовий чемпіонат України з легкоатлетичних метань 2018 був проведений 16-18 лютого в Мукачеві на стадіонах Спортивно-оздоровчого комплексу «Харчовик» та ДЮСШ.
- Чемпіонат України з легкоатлетичних багатоборств 2018 був проведений 25-26 червня в Кропивницькому на стадіоні «Зірка»[5].
- Чемпіонат України з естафетного бігу 2018 був проведений 22-23 вересня у Черкасах на Центральному стадіоні. У командному заліку перемогла збірна Черкаської області. Господарі змагань стали єдиними, хто набрав понад 1000 очок, — 1109. Збірні Сумської та Миколаївської областей, які посіли друге і третє місця, розділив один пункт. У Сумської області 859 очок, у Миколаївської — 858. Загалом у чемпіонаті взяли участь 16 команд[6].

#### Чоловіки
| Дисципліни               | Золото                                                                                      | Золото  | Срібло                                                                              | Срібло  | Бронза                                                                                 | Бронза  |
| ------------------------ | ------------------------------------------------------------------------------------------- | ------- | ----------------------------------------------------------------------------------- | ------- | -------------------------------------------------------------------------------------- | ------- |
| Метання диска (зимовий)  | Микита Нестеренко Харківська область                                                        | 59,98   | Ігор Мусієнко Сумська область                                                       | 54,44   | Григорій Безлюдний Сумська область                                                     | 40,44   |
| Метання молота (зимовий) | Сергій Регеда Київська область                                                              | 70,44   | Андрій Мартинюк Черкаська область                                                   | 68,33   | Петро Вівчарук Рівненська область                                                      | 65,86   |
| Метання списа (зимовий)  | Микола Калюш Рівненська область                                                             | 72,64   | Микола Шама Рівненська область                                                      | 71,08   | Юрій Кушнірук Запорізька область                                                       | 68,66   |
| Десятиборство            | Василь Іваницький Львівська область                                                         | 7708    | Вадим Адамчук Вінницька область                                                     | 7223    | Ярослав Богдан Київська область                                                        | 6948    |
| 4×100 метрів             | Кіровоградська областьЄвген Царенко Віталій Пархоменко Григорій Федоровський Вадим Скворцов | 42,44   | Донецька областьДаніїл Горбенко Олександр Пирогов Євген Винничук Олексій Кривошанов | 42,94   | Сумська областьАндрій Волинець Максим Ревера Денис Жидок Володимир Супрун              | 43,66   |
| 4×400 метрів             | Харківська областьДмитро Бікулов Віктор Голубєв Валентин Діравка Кирило Белашев             | 3.18,77 | Житомирська областьІлля Черняєв Максим Костічев Василь Козій Назарій Дзюбенко       | 3.21,90 | Донецька областьЄвген Винничук Микола Овсянников Віктор Некрасов Олексій Кривошанов    | 3.24,55 |
| 4×800 метрів             | Чернівецька областьСергій Дуган Ігор Мартинюк Орест Малованюк Олег Миронець                 | 7.50,05 | Волинська областьСергій Березюк Владислав Шитлюк Назарій Жилінський Микола Пацула   | 7.52,99 | Житомирська областьВіталій Маринич Віктор Косянчук Василь Коваль В'ячеслав Олішевський | 7.55,66 |

#### Жінки
| Дисципліни               | Золото                                                                            | Золото  | Срібло                                                                                   | Срібло  | Бронза                                                                              | Бронза  |
| ------------------------ | --------------------------------------------------------------------------------- | ------- | ---------------------------------------------------------------------------------------- | ------- | ----------------------------------------------------------------------------------- | ------- |
| Метання диска (зимовий)  | Наталія Семенова Донецька область                                                 | 54,91   | Вікторія Клочко Дніпропетровська область                                                 | 50,10   | Вікторія Савицька Одеська область                                                   | 46,17   |
| Метання молота (зимовий) | Альона Шамотіна Дніпропетровська область                                          | 67,67   | Ірина Климець Волинська область                                                          | 66,81   | Римма Філімошкіна Донецька область                                                  | 62,66   |
| Метання списа (зимовий)  | Ганна Гацько-Федусова Запорізька область                                          | 54,15   | Катерина Дерун Київська область                                                          | 52,17   | Юлія Гонько-Ляшенко Львівська область                                               | 50,11   |
| Семиборство              | Дарина Слобода Київська область                                                   | 6104    | Рімма Гордієнко Дніпропетровська область                                                 | 6036    | Ірина Рофе-Бекетова Харківська область                                              | 5677    |
| 4×100 метрів             | Житомирська областьВасилина Домбровська Марина Чорна Юлія Сухотська Анна Захарчук | 50,69   | Черкаська областьКатерина Стоян Світлана Марусенко Юлія Фінашкіна Анастасія Нікітіна     | 51,21   | Миколаївська областьДіана Ткаченко Анастасія Геракова Аліна Корсунська Дар'я Косюга | 51,92   |
| 4×400 метрів             | Вінницька областьТетяна Дорошенко Інна Ковтун Марія Черкас Олена Колесніченко     | 3.56,47 | Миколаївська областьАнастасія Геракова Діана Ткаченко Олександра Алексєєнко Дар'я Косюга | 4.06,32 | Житомирська областьМарина Чорна Юлія Сухотська Аліса Матвієнко Василина Домбровська | 4.07,25 |
| 4×800 метрів             | Вінницька областьОлена Лавренюк Ольга Мельничук Юлія Турлюк Тетяна Дорошенко      | 9.36,32 | Житомирська областьАліна Шевчук Олена Китиця Юлія Сухотська Наталія Трибель              | 9.49,93 | Сумська областьТетяна Головченко Ірина Коваль Яна Нагорна Марія Радько              | 9.54,74 |

#### Змішана дисципліна
| Дисципліна   | Золото                                                                              | Золото  | Срібло                                                                          | Срібло  | Бронза                                                                               | Бронза  |
| ------------ | ----------------------------------------------------------------------------------- | ------- | ------------------------------------------------------------------------------- | ------- | ------------------------------------------------------------------------------------ | ------- |
| 4×400 метрів | Донецька областьКатерина Коваль Наталія Пироженко Олексій Кривошанов Євген Винничук | 3.39,70 | Вінницька областьМарія Черкас Інна Ковтун Євген Павлович Олександр Недоснований | 3.40,84 | Черкаська областьМаксим Бондаренко Безшийко Тетяна Олена Вакуленко Денис Нечипоренко | 3.41,06 |

### Шосейна спортивна ходьба
- Зимовий чемпіонат України зі спортивної ходьби 2018 був проведений 10-11 березня у Луцьку на шосейній трасі, прокладеній проспектом Волі. Змагання у жінок на дистанції 35 км проводились вперше в історії українських чемпіонатів[7].
- Чемпіонат України зі спортивної ходьби на 20 кілометрів 2018 був проведений 16 червня в Сумах на шосейній кільцевій трасі (довжина кола 1 км), прокладеній проспектом Шевченка[8].
- Чемпіонат України зі спортивної ходьби на 50 кілометрів 2018 був проведений 20 жовтня в Івано-Франківську на шосейній трасі, прокладеній центральною частиною міста[9].

#### Чоловіки
| Дисципліни                     | Золото                                    | Золото     | Срібло                                | Срібло     | Бронза                          | Бронза     |
| ------------------------------ | ----------------------------------------- | ---------- | ------------------------------------- | ---------- | ------------------------------- | ---------- |
| Ходьба 20 кілометрів (зимовий) | Іван Лосев Київська область               | 1:20.53    | Руслан Дмитренко Донецька область     | 1:21.12    | Іван Банзерук Волинська область | 1:21.25    |
| Ходьба 20 кілометрів           | Олексій Казанін Вінницька область         | 1:23.27    | Едуард Забуженко Київська область     | 1:23.51    | Дмитро Собчук Волинська область | 1:24.52    |
| Ходьба 35 кілометрів (зимовий) | Валерій Літанюк Івано-Франківська область | 2:34.28    | Мар'ян Закальницький Київська область | 2:35.26    | Ігор Сахарук Волинська область  | 2:41.37    |
| Ходьба 50 кілометрів           | Дмитро Собчук Волинська область           | 3:54.57 PB | Сергій Будза Київська область         | 3:59.07 SB | Сергій Сусик Волинська область  | 4:03.55 SB |

#### Жінки
| Дисципліни                     | Золото                               | Золото     | Срібло                              | Срібло  | Бронза                               | Бронза     |
| ------------------------------ | ------------------------------------ | ---------- | ----------------------------------- | ------- | ------------------------------------ | ---------- |
| Ходьба 20 кілометрів (зимовий) | Надія Боровська Волинська область    | 1:29.22    | Інна Кашина Сумська область         | 1:32.24 | Валентина Мирончук Волинська область | 1:32.38    |
| Ходьба 20 кілометрів           | Марія Філюк Волинська область        | 1:34.11    | Тамара Гаврилюк Житомирська область | 1:34.20 | Валентина Мирончук Волинська область | 1:36.01    |
| Ходьба 35 кілометрів (зимовий) | Аліна Цвілій Київська область        | 3:04.19    | Людмила Шелест Сумська область      | 3:09.03 | Маріанна Гончарова Сумська область   | 3:12.46    |
| Ходьба 50 кілометрів           | Валентина Мирончук Волинська область | 4:18.50 PB | Людмила Шелест Сумська область      | 4:45.34 | Тіжана Савічевич Сербія              | 5:01.49 PB |

### Крос, гірський біг та трейл
- Чемпіонат України з кросу 2018 був проведений 26-27 жовтня в Івано-Франківську[10].
- Чемпіонати України з гірського бігу (довга дистанція) 2018 був проведений 20 травня поблизу села Дземброня в межах щорічних змагань «Дземброня Трейл» на трасі «Дземброня» довжиною 42 км з набором висот 2321 м[11].
- Чемпіонати України з гірського бігу (вгору-вниз) 2018 був проведений 27 травня в Яремче[12].
- Чемпіонати України з гірського бігу (вгору) 2018 був проведений 16 червня у Воловці. Жінки та чоловіки змагались на дистанції 12 км з підйомом висоти 1200 м[13].
- Чемпіонат України з трейлу 2018 був проведений 31 березня-1 квітня у Вижниці в межах щорічних змагань «Гуцул Трейл» на трасі «Соколине око» довжиною 52,6 км з набором висот 2910 м[14].

#### Чоловіки
| Дисципліни                      | Золото                                | Золото  | Срібло                                       | Срібло  | Бронза                                | Бронза  |
| ------------------------------- | ------------------------------------- | ------- | -------------------------------------------- | ------- | ------------------------------------- | ------- |
| Крос 2 км                       | Олег Каяфа Київська область           | 6.42    | Володимир Киц Київська область               | 6.44    | Юрій Кіщенко Одеська область          | 6.46    |
| Крос 10 км                      | Василь Коваль Житомирська область     | 37.03   | Богдан-Іван Городиський Київ                 | 37.07   | Єгор Жуков Донецька область           | 37.16   |
| Гірський біг 12 км (вгору)      | Сергій Расчупкін Закарпатська область | 58.33   | Анатолій Бондаренко Дніпропетровська область | 59.17   | Сергій Попов Київ                     | 1:03.37 |
| Гірський біг 12 км (вгору-вниз) | Олександр Ченікало Львівська область  | 53.10   | Анатолій Бондаренко Дніпропетровська область | 53.40   | Сергій Расчупкін Закарпатська область | 53.17   |
| Гірський біг (довга дистанція)  | Сергій Попов Київ                     | 4:43.51 | Ігор Слюсаренко Полтавська область           | 4:48.04 | Сергій Сапіга Тернопільська область   | 4:51.50 |
| Трейл                           | Олег Сурженко Київ                    | 6:59    | Сергій Сапіга Тернопільська область          | 7:04    | Валерій Шипунов Львівська область     | 7:09    |

#### Жінки
| Дисципліни                     | Золото                            | Золото  | Срібло                                 | Срібло  | Бронза                             | Бронза  |
| ------------------------------ | --------------------------------- | ------- | -------------------------------------- | ------- | ---------------------------------- | ------- |
| Крос 2 км                      | Ірина Бубняк Київ                 | 7.39    | Орися Дем'янюк Львівська область       | 7.46    | Анна Міщенко Харківська область    | 7.51    |
| Крос 8 км                      | Вікторія Калюжна Донецька область | 33.26   | Валерія Зіненко Полтавська область     | 33.56   | Оксана Райта Львівська область     | 34.05   |
| Гірський біг 12 км (вгору)     | Олена Китиця Житомирська область  | 1:10.49 | Катерина Карманенко Рівненська область | 1:11.20 | Віта Потерюк Рівненська область    | 1:11.34 |
| Гірський біг 8 км (вгору-вниз) | Марія Гудак Львівська область     | 42.12   | Юлія Тарасова Одеська область          | 42.44   | Юлія Профіс Сумська область        | 43.06   |
| Гірський біг (довга дистанція) | Ірина Войтович Волинська область  | 6:39.20 | Олена Хашко Київ                       | 6:39.36 | Марина Ходирева Київ               | 7:01.52 |
| Трейл                          | Юлія Тарасова Одеська область     | 8:45    | Дар'я Боднар Львівська область         | 8:58    | Оксана Рябова Чернігівська область | 9:19    |

### Шосейний біг
- Чемпіонат України з бігу на 1 милю 2018 був проведений 30 вересня у Чернівцях на шосейній трасі, прокладеній центральною частиною міста[15].
- Чемпіонат України з бігу на 10 кілометрів 2018 був проведений 16 вересня у Львові у рамках всеукраїнських змагань «Львівська десятка»[16].
- Чемпіонат України з напівмарафону 2018 був проведений 6 травня в Ковелі в межах традиційного Ковельського міжнародного пробігу[17].
- Чемпіонат України з марафонського бігу 2018 був проведений 16 вересня у Дніпрі у рамках шосейного старту «ATB Dnipro Marathon»[18].
- Чемпіонат України з 12-годинного та добового бігу 2018 був проведений 22-23 вересня у Києві на трасі каштанової алеї парку «Перемога»[19].
- Чемпіонат України з 48-годинного бігу 2018 був проведений 29 червня-1 липня у Вінниці на кільцевій трасі, прокладеній в парку Дружби народів[20].

#### Чоловіки
| Дисципліни      | Золото                                 | Золото     | Срібло                                | Срібло     | Бронза                                     | Бронза     |
| --------------- | -------------------------------------- | ---------- | ------------------------------------- | ---------- | ------------------------------------------ | ---------- |
| 1 миля          | Володимир Киц Київська область         | 4.41       | Василь Коваль Житомирська область     | 4.42       | Микола Пацула Волинська область            | 4.48       |
| 10 кілометрів   | Василь Коваль Житомирська область      | 30.12      | Дмитро Лашин Київська область         | 30.20      | Дмитро Дідоводюк Івано-Франківська область | 31.22      |
| Напівмарафон    | Ігор Гелетій Івано-Франківська область | 1:06.52    | Юрій Русюк Волинська область          | 1:07.03    | Ігор Русс Київська область                 | 1:09.03    |
| Марафон         | Микола Юхимчук Волинська область       | 2:17.44    | Ігор Порозов Дніпропетровська область | 2:21.17    | Артем Піддубний Донецька область           | 2:21.30    |
| 12-годинний біг | Олександр Радіонюк Київ                | 115,885 км | Александр Рекало Полтавська область   | 107,441 км | Олександр Данилюк Дніпропетровська область | 107,175 км |
| Добовий біг     | Андрій Ткачук Закарпатська область     | 201,677 км | Валерій Шипунов Львівська область     | 191,545 км | Володимир Рижук Хмельницька область        | 189,665 км |
| 48-годинний біг | Андрій Ткачук Закарпатська область     | 293,978 км | Андрій Василенко Донецька область     | 275,218 км | Дмитро Міхєєв Дніпропетровська область     | 268,625 км |

#### Жінки
| Дисципліни      | Золото                                    | Золото     | Срібло                               | Срібло     | Бронза                                | Бронза     |
| --------------- | ----------------------------------------- | ---------- | ------------------------------------ | ---------- | ------------------------------------- | ---------- |
| 1 миля          | Анна Міщенко Харківська область           | 5.17       | Наталія Батрак Харківська область    | 5.29       | Олена Китиця Житомирська область      | 5.44       |
| 10 кілометрів   | Дар'я Михайлова Київська область          | 34.12      | Вікторія Хапіліна Рівненська область | 34.23      | Ольга Котовська Рівненська область    | 34.26      |
| Напівмарафон    | Тетяна Вернигор Харківська область        | 1:18.10    | Віта Потерюк Рівненська область      | 1:18.40    | Наталія Батрак Харківська область     | 1:18.53    |
| Марафон         | Олександра Шафар Волинська область        | 2:40.07    | Ольга Слута Сумська область          | 2:55.06    | Ольга Донченко Харківська область     | 3:06.21    |
| 12-годинний біг | Анастасія Лежніна Миколаївська область    | 69,211 км  | Тетяна Остапенко Полтавська область  | 60,083 км  | Тетяна Артеменко Київ                 | 54,552 км  |
| Добовий біг     | Валентина Ковальська Миколаївська область | 143,347 км | Світлана Самаріна Київ               | 134,701 км | Юлія Старосельська Харківська область | 129,974 км |
| 48-годинний біг | Ольга Стадник Львівська область           | 250,176 км | Лариса Лабарткава Львівська область  | 229,037 км | Світлана Самаріна Київ                | 222,354 км |

## Онлайн-трансляція
Легка атлетика України здійснювала вебтрансляцію основного чемпіонату (18-21 липня) на власному YouTube-каналі.
- День 1 (вечірня сесія) на YouTube
- День 2 (ранкова сесія) на YouTube
- День 2 (вечірня сесія) на YouTube
- День 3 (ранкова сесія) на YouTube
- День 3 (вечірня сесія) на YouTube
- День 4 (вечірня сесія) на YouTube